# حسان بن مجالد الهمداني

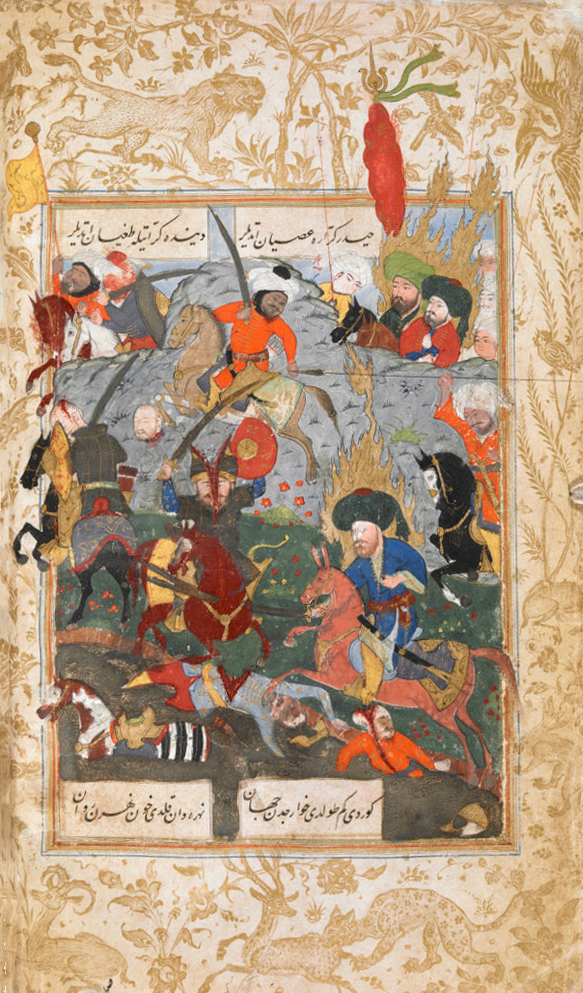
تعتبر حركة الخوارج، من أقدم الفِرَق الإسلاميَّة التي اشتهرت بخروجها على الخُلفاء المُسلمين حسب مفاهيمهم، وغالبًا ما كان يترافق بثورات مُسلَّحة وعنيفة.

حسَّان بن مُجالد الهمداني، أحد الزُّعماء الخوارج من قبيلة همدان، ثار على الخليفة أبو جعفر المنصور في نواحي الموصل وأفسد فيها سنة 148هـ / 765م، غير أن أصحابه تفرَّقوا عنه لتنتهي ثورته ولم يعرف مصيره لاحقًا. أثار خروج حسَّان غضب المنصُور الذي توعَّد بمُعاقبة أهالي الموصل وطلب الفتوى لاستحلالها، غير أن الإمام أبو حنيفة النَّعمان أشار إليه بعدم صحة ذلك شرعًا وأقنعه، فتراجع المنصُور عن موقفه، وولَّى خالد بن برمك على الموصل، أحسن إلى أهلها.

## ثورته ونهايتها
خرج حسَّان بن مُجالد الهمداني في نواحي الموصل وثار على الخليفة العبَّاسي أبو جعفر المنصور، بعد أن تعلم رأي الخوارج وعقيدتهم من خاله حفص بن أشيم، وكان من عُلمائهم وفُقهائهم. توجَّه إليه الصَّقر بن نَجْدة بحملة عبَّاسية، إلا أنه انهزم مع جنده وتمكن من الفرار، ثم أحرق الهمداني السُّوق وانتهبه في سنة 148هـ / 765م. أرسل المنصُور قائده الصَّقر بن نجدة على رأس حملة ثانية ومعه الحسن الهمداني وبلال القيسي، والتقى الطرفان قرب الموصل، فانهزم صقر وجنوده وأُسر الحسن الهمداني وبلال، فأمر الخارجي حسَّان بقتل بلالًا، وعفا عن الحسن لكونه من همدان ويقربه في النسب، فأغضب ذلك أصحابه وتفرَّقوا عنه لتنتهي ثورته.

## تبعات ثورته
حين بلغ المنصُور خروج حسَّان الهمداني استغرب، وقال: «خارجي من همدان؟»، لكون عامَّة همدان من شيعة العلويين، وغضب المنصُور من تبعات ثورة حسَّان وكثرة قيام غيره من الخوارج في الموصل، فعزم على الفتك بأهلها وإنفاذ الجيوش إليها مُعتقدًا بصحة ذلك شرعًا لكونهم شرطوا له أن لا يخرجوا عليه، غير أنه لم يطمأن للفكرة، فأحضر عُلماء العراق حينئذ، وهم: أبو حنيفة النعمان، وابن أبي ليلى، وعبد الله بن شبرمة، ثم قال لهم: «إن أهل الموصل شرطوا إلي أنهم لا يخرجون علي، فإن فعلوا حلت دماؤهم، وقد خرجوا» بسبب خروج العديد من الثَّورات فيها، فسكت أبو حنيفة وتكلم الرجلان وقالا: «رعيتك، فإن عفوت فأهل ذلك أنت، وإن عاقبت فبما يستحقون»، ثم نظر المنصُور إلى أبي حنيفة وقال: «أراك سكت يا شيخ؟»، فأجابه: «يا أمير المؤمنين أباحوك ما لا يملكون، أرأيت لو أن امرأة أباحت فرجها بغير عقد نكاح وملك يمين أكان يجوز أن توطأ؟»، فرد المنصُور بالنفي وقرر الكف عن قتال أهل الموصل، ثم أمر الفُقهاء بالعودة إلى الكوفة لمتابعة تدريسهم، وولَّى خالد بن برمك الموصل، فأحسن إلى أهلها وكفَّهم ولم يُعرف مصير حسَّان الهمداني.

### فهرس المنشورات
1. ↑  عواجي (2001)، ج. 1، ص. 227-228.
2. 1 2  ابن الأثير (2005)، ص. 825.

### معلومات المنشورات كاملة
الكتب مرتبة حسب تاريخ النشر
- غالب علي عواجي (2001)، فرق معاصرة تنتسب إلى الإسلام وبيان موقف الإسلام منها، جدة: المكتبة العصرية الذهبية، OCLC:4770237982، QID:Q125750587
- ابن الأثير الجزري (2005)، الكامل في التاريخ، مراجعة: أبو صهيب الكرمي، عَمَّان: بيت الأفكار الدولية، OCLC:122745941، QID:Q123225171